# モユルリ島
モユルリ島（モユルリとう）は、日本の北海道根室市花咲岬の沖合7kmにある無人島。モユルリ島とは、小さいユルリ島の意味である。

## 概要

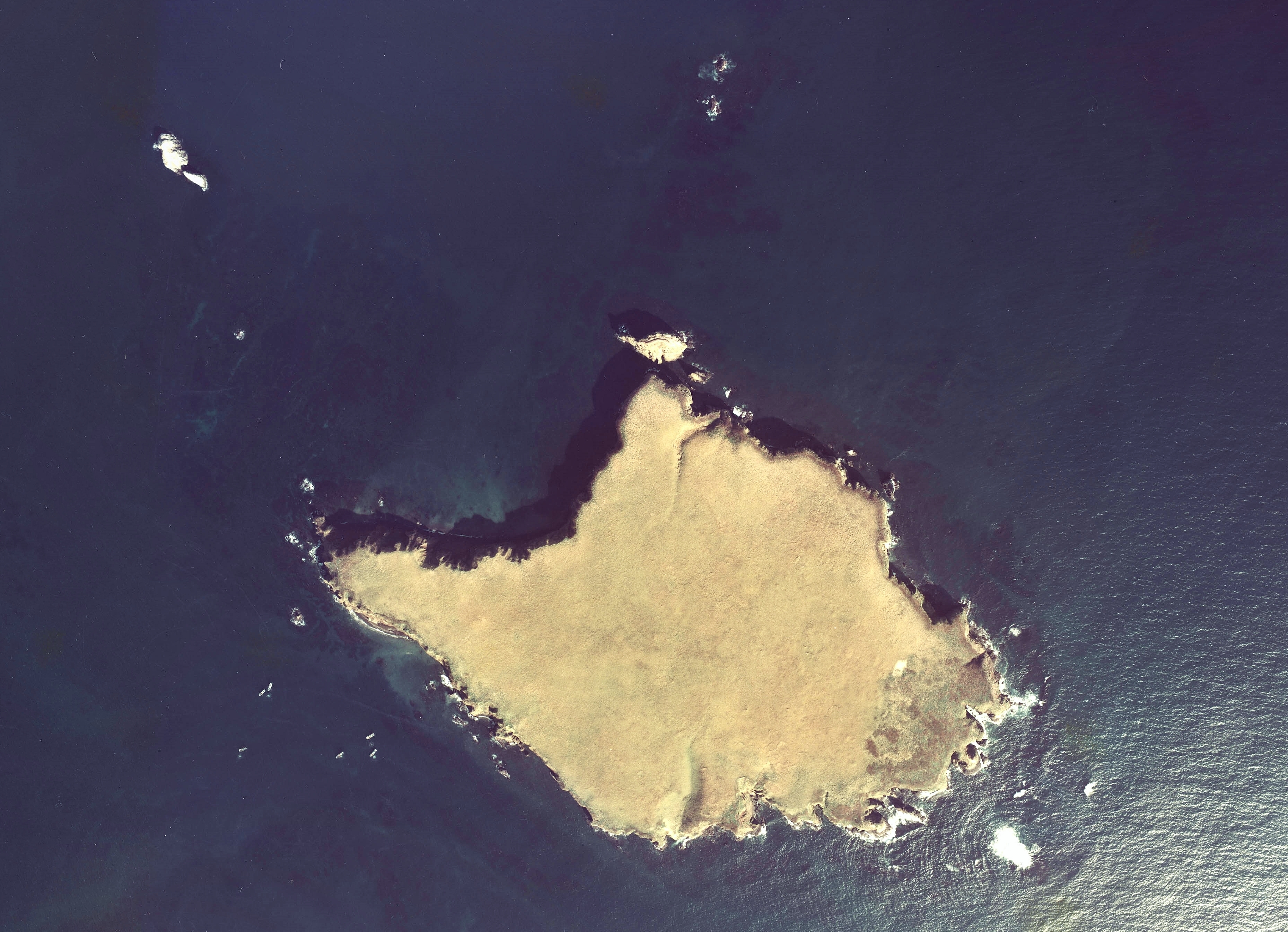
1978年（昭和53年）撮影のモユルリ島の空中写真。
。

面積は、0.3km2で、標高は37mである。大部分は標高20mから30mほどの平坦地で、周囲は海蝕崖となっている。島の北には、イタシペモシリという小島や、カニ岩、二ツ岩などが存在する。

## 自然
隣のユルリ島とともに海鳥の繁殖地として有名であり、チシマウガラス、ウミウ、エトピリカ等の繁殖が確認されている。そのため、1982年（昭和57年）3月31日に国指定ユルリ・モユルリ鳥獣保護区（集団繁殖地）に指定されている（総面積200ha、うち特別保護地区31ha）。また、1963年（昭和38年）に北海道の天然記念物に指定されている。
人間の活動に伴い侵入したドブネズミが海鳥に被害を与えたため、環境省などが殺鼠剤を散布して駆除。2017年3月、隣のユルリ島を含めて根絶を宣言した。

## 歴史
ユルリ島と並んで、古くから根室のアイヌと厚岸のアイヌの入会場所として知られていた。